# Linda Gaye Scott
Linda Gaye Scott (* 1. Februar 1943 in Los Angeles, Kalifornien) ist eine US-amerikanische Schauspielerin. Bekannt wurde sie durch ihre Rollen in den Filmen Psych-Out, Der Partyschreck (als Starlet), Little Fauss and Big Halsy, Westworld (als Prostitutionsandroide Arlette) und Das Geheimnis der grünen Hornisse (als Vama) sowie zahlreichen TV-Serien-Auftritten zwischen 1965 und 1975.
Sie hatte unter anderem Rollen für jeweils eine oder mehrere Episoden in den folgenden TV-Serien: Mein Onkel vom Mars, Solo für O.N.C.E.L., Batman, Verliebt in eine Hexe, Verschollen zwischen fremden Welten, Bonanza und Columbo (als Hausangestellte Alma in der Episode Tödliches Comeback).

## Filmografie
- 1965: Mein Onkel vom Mars (My Favorite Martian, Fernsehserie, Folge 3x08)
- 1965: Run Home, Slow
- 1965: Mutter ist die Allerbeste (The Donna Reed Show, Fernsehserie, Folge 8x16)
- 1965: Solo für O.N.C.E.L. (The Man from U.N.C.L.E., Fernsehserie, Folge 2x15)
- 1966: Batman (Fernsehserie, 2 Folgen)
- 1966–1967: Occasional Wife (Fernsehserie, 3 Folgen)
- 1967: Verliebt in eine Hexe (Bewitched, Fernsehserie, Folge 3x22 Endoras Geschenke)
- 1967: The Green Hornet (Fernsehserie, 2 Folgen)
- 1967: Nur nicht Millionär sein (Clambake)
- 1967: Verschollen zwischen fremden Welten (Lost in Space, Fernsehserie, Folge 3x09)
- 1968: Psych-Out
- 1968: Der Partyschreck (The Party)
- 1970: Little Fauss und Big Halsy (Little Fauss and Big Halsy)
- 1971: Bonanza (Fernsehserie, 2 Folgen)
- 1972: Hammersmith ist raus (Hammersmith Is Out)
- 1973: Westworld
- 1975: Columbo: Tödliches Comeback (Forgotten Lady, Fernsehreihe)